# Omphaloscelis rufa
Omphaloscelis rufa là một loài bướm đêm trong họ Noctuidae.